# Нови Тарг
Нови Тарг или Кралски свободен град Нови Тарг (на полски: Nowy Targ, Królewskie Wolne Miasto Nowy Targ; на латински: Novum Forum; на немски: Neumarkt; на словашки: Nový Targ) е град в Южна Полша, Малополско войводство. Административен център е на Новотаргски окръг, както и на селската Новотаргска община, без да е част от нея. Самият град е обособен в самостоятелна градска община с площ 51,07 км2.

## География
Градът е столица на етно-културната област Подхале, която е част от историческия регион Малополша. Разположен е при сливането на реките Чарни Дунайец и Бяли Дунайец. Отстои на 86 км южно от Краков, на 21 км северно от Закопане и на 78 км югозападно от Нови Сонч.

## История
Първото споменаване на селището в писмен източник датира от 1326 г. Получава градски права през 1346 г. от крал Кажимеж III Велики. В периода (1975 – 1998) е част от Новосондешкото войводство.

## Население
Според данни от полската Централна статистическа служба, към 1 януари 2014 г. населението на града възлиза на 33 672 души. Гъстотата е 659 души/км2.

## Спорт
Градът е дом на хокейния клуб Подхале (Нови Тарг).

## Известни личности

### Родени в града
- Збигнев Голомб – езиковед и славист
- Хиполит Липински – художник
- Леополд Трепер (1904 – 1982) – съветски разузнавач